# لغة معالجة النص والقوائم 5
لغة معالجة النص والقوائم (بالإنجليزية: String and list processing language)‏ ويُشار لها اختصارًا: SL5. هي لغة برمجة ذات نحويّة موجّهة التعابير، طوَّرها رالف إ. غريسولد في جامعة أريزونا في الولايات الأمريكيّة المتحدة عام 1975 وَنُشِرَت عام 1977.
تحوي القوائم Lists كنوع لبياناتها.

## روابط خارجيّة
- لغة مُعالجة النص والقوائم-5